# Fiat B.R

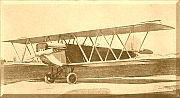
Fiat B.R.1 (1920)

De Fiat B.R is een lichte Italiaanse bommenwerper ontworpen vlak na de Eerste Wereldoorlog. De eerste vlucht van deze militaire tweedekker was in 1919.
De Fiat B.R was een doorontwikkeling van het Fiat SIA 9 verkenningsvliegtuig. De tandem open tweezitter was flink verstevigd ten opzichte van zijn SIA 9 voorganger. Er zijn verschillende varianten van de B.R geproduceerd. Maar toen na 15 jaar de latere varianten van de productielijn rolden waren ze (naar de maatstaven van 1935) verouderd.
In 1922 zette een speciaal aangepaste R.700 versie het wereldsnelheidsrecord op 336 km/u. Hetzelfde toestel deed in september van dat jaar mee aan de Coupe Deutsch de la Meurthe, een internationale snelheidsrace georganiseerd door de Aéro-Club de France.

## Varianten

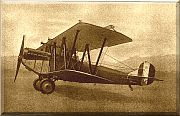
Fiat B.R.3

- B.R. – Eerste productieversie met Fiat A.14 motor.
- B.R.1 – Verbeterde versie met nieuwe koelradiator en landingsgestel (150 gebouwd)
- B.R.2 – Verstevigde constructie en nieuwe landingsgestel. Uitgerust met een Fiat A.25 motor.
- R.22 – Iets kleiner verkenningsvliegtuig, geheel van metaal, met Fiat A.22 motor. (25 gebouwd)
- B.R.3 – Nieuw landingsgestel. Met vleugelslats, radioapparatuur en panorama camera. (100 gebouwd)
- R.700 – Race uitvoering, speciaal gebouwd voor recordpogingen en snelheidsraces.

## Specificaties
- Type: Fiat B.R.2
- Fabriek: Fiat
- Rol: Bommenwerper
- Bemanning: 2
- Lengte: 10,66 m
- Spanwijdte: 17,30 m
- Hoogte: 3,91
- Vleugeloppervlak: 70,2 m²
- Leeggewicht: 2646 kg
- Maximum gewicht: 4195 kg

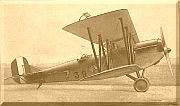
Fiat B.R.2

- Motor: 1 × Fiat A.25 watergekoelde V-12, 1090 pk
- Propeller: Tweebladig
- Eerste vlucht: 1919
- Aantal gebouwd: >250

Prestaties
- Maximumsnelheid: 240 km/u
- Vliegbereik: 1000 km
- Plafond: 6250 m
- Klimsnelheid: 4,2 m/s

Bewapening
- Geschut: 1 × voorwaarts gericht 7,7 mm Vickers machinegeweer. 1 × beweegbaar 7,7 mm Lewis machinegeweer achterin.
- Bommenlast: 720 kg